# Адам Война-Оранський
Адам Сильвестер Война Оранський власного герба (пол. Adam Wojna Orański; 10 січня 1697, Володимир — пом. до 4 лютого 1778) — польський римо-католицький єпископ, єпископ-помічник Кам'янецький, канонік луцький і кам'янецький.

## Життєпис
23 грудня 1719 року висвячений на диякона, а 24 лютого 1720 року — на священника.
18 грудня 1730 року Папа Климент XII попередньо призначив його на єпископа-помічника Кам'янця та єпископа in partibus infidelium Белліне. Немає відомостей від кого він отримав єпископські свячення. Ймовірно, це сталося в 1731 році.